# 普日蘇哈縣

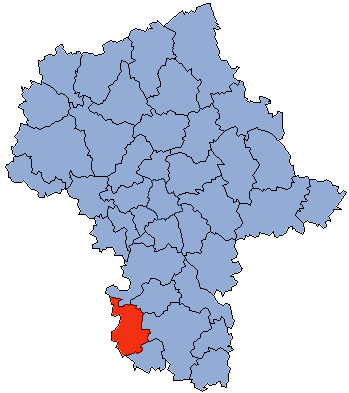

51°22′N 20°37′E / 51.367°N 20.617°E
普日蘇哈縣（波蘭語：Powiat przysuski），是波蘭的縣份，位於該國中東部，由馬佐夫舍省負責管轄，首府設於普日蘇哈，面積801平方公里，2006年人口43,822，人口密度每平方公里55人。